# Niccolò Coscia
Niccolò Coscia, född 25 januari 1682 i Pietradefusi, död 8 februari 1755 i Neapel, var en italiensk kardinal.
Påve Benedictus XIII överlät ansvaret för de påvliga finanserna åt kardinal Coscia. Genom ett utsvävande nöjesliv och tvivelaktiga affärer drev Coscia påvestolens ekonomi till ruinens brant. När Benedictus XIII dog ställdes Coscia inför rätta, exkommunicerades och dömdes till 10 års fängelse att avtjänas i Castel Sant'Angelo. 